# Campionat del món de rem de 2007
El campionat del món de rem de 2007 va ser el campionat del món que es va celebrar entre el 26 d'agost i el 2 de setembre de 2007 al'Oberschleißheim Regatta Course de Múnic (Alemanya).

## Resultats
Categoria no olímpica
| Event:            | Or: | Temps   | Plata: | Temps   | Bronze: | Temps   |
| Masculí           | |         | |         | |         |
| M1x               | Nova Zelanda · Mahé Drysdale | 6:45.67 | Txèquia · Ondřej Synek | 6:46.48 | Noruega · Olaf Tufte | 6:47.58 |
| M2x               | Eslovènia · Luka Špik (b) · Iztok Čop (s) | 6:16.65 | França · Jean-Baptiste Macquet (b) · Adrien Hardy (s) | 6:16.93 | Estònia · Tõnu Endrekson (b) · Jüri Jaanson (s) | 6:18.32 |
| M4x               | Polònia · Konrad Wasielewski (b) · Marek Kolbowicz (2) · Michał Jeliński (3) · Adam Korol (s) | 5:49.42 | França · Jean-David Bernard (b) · Cédric Berrest (2) · Jonathan Coeffic (3) · Julien Bahain (s) | 5:50.95 | Alemanya · René Bertram (b) · Karsten Brodowski (2) · Hans Gruhne (3) · Robert Sens (s) | 5:52.40 |
| M2+               | Polònia · Dawid Paczes (b) · Lukasz Kardas (s) · Daniel Trojanowski (c) | 7:00.10 | Itàlia · Francesco Gabriele (b) · Valerio Massimo (s) · Gianluca Barattolo (c) | 7:01.84 | Canadà · Kristopher McDaniel (b) · Derek O'Farrell (s) · Brian Price (c) | 7:02.94 |
| M2-               | Austràlia · Drew Ginn (b) · Duncan Free (s) | 6:24.89 | Nova Zelanda · Nathan Twaddle (b) · George Bridgewater (s) | 6:30.19 | Regne Unit · Colin Smith (b) · Matt Langridge (s) | 6:31.06 |
| M4+               | Estats Units · Matt Deakin (b) · Dan Beery (2) · Samuel Burns (3) · Christopher Liwski (s) · Edmund del Guercio (c) | 6:10.36 | Sèrbia · Marko Marjanović (b) · Jovan Popović (2) · Goran Jagar (3) · Nikola Stojić (s) · Saša Mimić (c) | 6:11.17 | Alemanya · Florian Mennigen (b) · Stephan Koltzk (2) · Philipp Naruhn (3) · Matthias Flach (s) · Martin Sauer (c)                                                                                           | 6:12.49 |
| M4-               | Nova Zelanda · Carl Meyer (b) · James Dallinger (2) · Eric Murray (3) · Hamish Bond (s) | 5:54.24 | Itàlia · Carlo Mornati (b) · Alessio Sartori (2) · Niccolò Mornati (3) · Lorenzo Carboncini (s) · | 5:55.15 | Països Baixos · Geert Cirkel (b) · Matthijs Vellenga (2) · Jan-Willem Gabriëls (3) · Gijs Vermeulen (s) ·                                                                                                   | 5:55.49 |
| M8+               | Canadà · Kevin Light (b) · Ben Rutledge (2) · Andrew Byrnes (3) · Jake Wetzel (4) · Malcolm Howard (5) · Dominic Seiterle (6) · Adam Kreek (7) · Kyle Hamilton (s) · Brian Price (c)                                    | 5:34.92 | Alemanya · Jörg Dießner (b) · Florian Eichner (2) · Ulf Siemes (3) · Jan Tebrügge (4) · Sebastian Schulte (5) · Thorsten Engelmann (6) · Philipp Stüer (7) · Bernd Heidicker (s) · Peter Thiede (c)                                     | 5:37.19 | Regne Unit · Tom James (b) · Tom Stallard (2) · Tom Lucy (3) · Tom Solesbury (4) · Josh West (5) · Richard Egington (6) · Robin Bourne-Taylor (7) · Alastair Heathcote (s) · Acer Nethercott (c)            | 5:37.95 |
| LM1x              | Nova Zelanda · Duncan Grant | 6:53.89 | Itàlia · Lorenzo Bertini | 6:57.43 | Països Baixos · Jaap Schouten | 6:58.81 |
| LM2x              | Dinamarca · Mads Rasmussen (b) · Rasmus Quist Hansen (s) | 6:24.21 | Grècia · Dimitrios Mougios (b) · Vasileios Polymeros (s) | 6:25.89 | Regne Unit · Zac Purchase (b) · Mark Hunter (s) | 6:26.92 |
| LM4x              | Itàlia · Leonardo Pettinari (b), · Daniele Gilardoni (2) · Luca Moncada (3) · Daniele Danesin (s) | 6:01.70 | França · Rémi Di Girolamo (b) · Pierre-Étienne Pollez (2) · Maxime Goisset (3) · Fabien Dufour (s) | 6:02.94 | Regne Unit · Simon Jones (b) · Rob Williams (2) · Chris Bartley (3) · Dave Currie (s) | 6:03.83 |
| LM2-              | Itàlia · Andrea Caianiello (b) · Armando Dell'Aquila (s) | 6:38.00 | Alemanya · Jochen Kühner (b) · Martin Kühner (s) | 6:39.43 | Austràlia · Ross Brown (b) · Michael McBryde (s) | 6:42.05 |
| LM4-              | Regne Unit · Richard Chambers (b) · James Lindsay-Fynn (2) · Paul Mattick (3) · James Clarke (s) | 6:16.21 | França · Franck Solforosi (b) · Jérémy Pouge (2) · Jean-Christophe Bette (3) · Fabien Tilliet (s) | 6:17.43 | Itàlia · Jiri Vlcek (b) · Catello Amarante (2) · Salvatore Amitrano (3) · Bruno Mascarenhas (s) | 6:17.49 |
| LM8+              | Països Baixos · Tom van den Broek (b) · Pieter Bottema (2) · Wolter Blankert (3) · Dennis Beemsterboer (4) · Maarten Tromp (5) · Arnoud Greidanus (6) · Alwin Snijders (7) · Marshall Godschalk (s) · Peter Wiersum (c) | 5:42.06 | Alemanya · Matthias Schömann-Finck (b) · Jost Schömann-Finck (2) · Martin Rueckbrodt (3) · Ole Rückbrodt (4) · Bjorern Steinfurth (5) · Matthias Veit (6) · Lutz Ackermann (7) · Joel El-Qalqili (s) · Felix Erdmann (c)                | 5:44.52 | Itàlia · Luigi Scala (b) · Giorgio Tuccinardi (2) · Livio La Padula (3) · Salvatore di Somma (4) · Michele Savrie (5) · Dario Cesarola (6) · Nicola Moriconi (7) · Fabrizio Gabriele (s) · Andrea Lenzi (c) | 5:46.33 |
| Femení            | |         | |         | |         |
| W1x               | Belarús · Ekaterina Karsten-Khodotovitch | 7:26.52 | Bulgària · Rumyana Neykova | 7:27.91 | Estats Units · Michelle Guerette | 7:28.48 |
| W2x               | R.P. de la Xina · Li Qin (b) · Tian Liang (s) | 6:54.38 | Nova Zelanda · Georgina Evers-Swindell (b) · Caroline Evers-Swindell (s) | 6:57.72 | Regne Unit · Elise Laverick (b) · Anna Bebington (s) | 6:57.74 |
| W4x               | Regne Unit · Annabel Vernon (b) · Debbie Flood (2) · Frances Houghton (3) · Katherine Grainger (s) | 6:30.81 | Alemanya · Kathrin Boron (b) · Manuela Lutze (2) · Britta Oppelt (3) · Stephanie Schiller (s) | 6:32.02 | R.P. de la Xina · Tang Bin (b) · Xi Aihua (2) · Jin Ziwei (3) · Feng Guixin (s) | 6:33.91 |
| W2-               | Belarús · Yuliya Bichyk (b) · Natallia Helakh (s) | 7:06.56 | Alemanya · Nicole Zimmermann (b) · Elke Hipler (s) | 7:07.99 | Romania · Georgeta Damian-Andrunache (b) · Viorica Susanu (s) | 7:08.87 |
| W4-               | Estats Units · Portia McGee (b) · Erin Cafaro (2) · Rachel Jeffers (3) · Megan Dirkmaat (s) | 6:37.94 | Alemanya · Nina Wengert (b) · Nadine Schmutzler (2) · Kerstin Naumann (3) · Silke Günther (s) | 6:40.36 | Austràlia · Phoebe Stanley (b) · Katelyn Gray (2) · Emily Martin (3) · Victoria Roberts (s) | 6:43.03 |
| W8+               | Estats Units · Brett Sickler (b) · Lindsay Shoop (2) · Anna Goodale (3) · Samantha Magee (4) · Anna Mickelson (5) · Susan Francia (6) · Caroline Lind (7) · Caryn Davies (s) · Mary Whipple (c)                         | 6:17.20 | Romania · Rodica Serban-Florea (b) · Viorica Susanu (2) · Simona Musat-Strimbeschi (3) · Ana Maria Apachitei (4) · Aurica Bărăscu (5) · Ioana Papuc (6) · Georgeta Damian-Andrunache (7) · Doina Ignat (s) · Elena Georgescu-Nedelc (c) | 6:18.33 | Regne Unit · Carla Ashford (b) · Baz Moffat (2) · Alice Freeman (3) · Louisa Reeve (4) · Natasha Howard (5) · Alison Knowles (6) · Catherine Greves (7) · Jessica Eddie (s) · Caroline O'Connor (c)         | 6:19.66 |
| LW1x              | Països Baixos · Marit van Eupen | 7:38.02 | Estats Units · Jennifer Goldsack | 7:39.59 | Canadà · Melanie Kok | 7:45.24 |
| LW2x              | Austràlia · Amber Halliday (b) · Marguerite Houston (s) | 7:07.18 | Finlàndia · Sanna Stén (b) · Minna Nieminen (s) | 7:07.41 | Dinamarca · Katrin Olsen (b) · Juliane Rasmussen (s) · Alemanya · Berit Carow (b) · Marie-Louise Dräger (s)                                                                                                 | 7:08.97 |
| LW4x              | Austràlia · Bronwen Watson (b) · Miranda Bennett (2) · Alice McNamara (3) · Tara Kelly (s) | 6:35.97 | Regne Unit · Sophie Hosking (b) · Laura Greenhalgh (2) · Mathilde Pauls (3) · Jane Hall (s) | 6:38.78 | R.P. de la Xina · Jing Liu (b) · Jing Jia (2) · Hua Yu (3) · Yan Shimin (s) | 6:40.32 |
| Paralympic Events | |         | |         | |         |
| AM1x              | Regne Unit · Tom Aggar | 5:13.13 | Austràlia · Dominic Monypenny | 5:14.72 | Israel · Eli Nawi | 5:15.04 |
| AW1x              | Brasil · Claudia Santos | 5:57.58 | Belarús · Liudmila Vauchok | 5:58.57 | Polònia · Martyna Snopek | 6:08.54 |
| TA2x              | Brasil · Lucas Pagani (b) · Josiane Lima (s) | 4:10.69 | Austràlia · John Maclean (b) · Kathryn Ross (s) | 4:13.24 | Polònia · Piotr Majka (b) · Yolanta Pawlak (s) | 4:16.74 |
| LTAMX4+           | Alemanya · Kathrin Wolff (b) · Marcus Klemp (2) · Michael Sauer (3) · Susanne Lackner (s) · Arne Maury (c) | 3:34.99 | Regne Unit · Victoria Hansford (b) · Alan Crowther (2) · Alastair McKean (3) · Naomi Riches (s) · Alan Sherman (c) | 3:36.19 | Canadà · Anthony Theriault (b) · Scott Rand (2) · Meghan Montgomery (3) · Victoria Nolan (s) · Laura Comeau (c)                                                                                             | 3:37.19 |

## Medaller

### Homes i dones
| Posició | Estat           | Or | Plata | Bronze | Total |
| ------- | --------------- | -- | ----- | ------ | ----- |
| 1       | Nova Zelanda    | 3  | 2     | 0      | 5     |
| 2       | Estats Units    | 3  | 1     | 1      | 5     |
| 3       | Austràlia       | 3  | 0     | 2      | 5     |
| 4       | Itàlia          | 2  | 3     | 2      | 7     |
| 5       | Regne Unit      | 2  | 1     | 6      | 9     |
| 6       | Països Baixos   | 2  | 0     | 2      | 4     |
| 7       | Belarús         | 2  | 0     | 0      | 2     |
| 7       | Polònia         | 2  | 0     | 0      | 2     |
| 9       | Canadà          | 1  | 0     | 2      | 3     |
| 9       | R.P. de la Xina | 1  | 0     | 2      | 3     |
| 11      | Dinamarca       | 1  | 0     | 1      | 2     |
| 12      | Eslovènia       | 1  | 0     | 0      | 1     |
| 13      | Alemanya        | 0  | 6     | 3      | 9     |
| 14      | França          | 0  | 4     | 0      | 4     |
| 15      | Romania         | 0  | 1     | 1      | 2     |
| 16      | Bulgària        | 0  | 1     | 0      | 1     |
| 16      | Txèquia         | 0  | 1     | 0      | 1     |
| 16      | Finlàndia       | 0  | 1     | 0      | 1     |
| 16      | Grècia          | 0  | 1     | 0      | 1     |
| 16      | Sèrbia          | 0  | 1     | 0      | 1     |
| 20      | Estònia         | 0  | 0     | 1      | 1     |
| 20      | Noruega         | 0  | 0     | 1      | 1     |
| Total   | Total           | 23 | 23    | 24     | 70    |

### Paralímpics
| Posició | Estat      | Or | Plata | Bronze | Total |
| ------- | ---------- | -- | ----- | ------ | ----- |
| 1       | Brasil     | 2  | 0     | 0      | 2     |
| 2       | Regne Unit | 1  | 1     | 0      | 2     |
| 3       | Alemanya   | 1  | 0     | 0      | 1     |
| 4       | Austràlia  | 0  | 2     | 0      | 2     |
| 5       | Belarús    | 0  | 1     | 0      | 1     |
| 6       | Polònia    | 0  | 0     | 2      | 2     |
| 7       | Canadà     | 0  | 0     | 1      | 1     |
| 7       | Israel     | 0  | 0     | 1      | 1     |
| Total   | Total      | 4  | 4     | 4      | 12    |